# Ekran-M 14L
O Ekran-M 14L foi um satélite de comunicação geoestacionário soviético da série Ekran-M construído pela NPO PM. Ele era para ter sido operado pela RSCC (Kosmicheskiya Svyaz). O satélite foi baseado na plataforma KAUR-3 e sua expectativa de vida útil era de 9 anos. O mesmo foi perdido após uma falha do terceiro estágio do foguete Proton.

## Lançamento
O satélite foi lançado ao espaço no dia 9 de agosto de 1990, por meio de um veículo Proton-K/Blok-DM-2, lançado a partir do Cosmódromo de Baikonur, no Cazaquistão. Mas devido a uma falha durante o processo de lançamento o mesmo foi perdido. Ele tinha uma massa de lançamento de 1.970 kg.

## Capacidade
O Ekran-M 14L era equipado com um (mais um de reserva) transponders em UHF de 200 W e uplink de banda C.